# فریدریش بک
 فریدریش بک (آلمانی: Friedrich Beck؛ زاده ۱۶ فوریهٔ ۱۹۲۷ درگذشته ۲۰ دسامبر ۲۰۰۸) یک فیزیک‌دان اهل آلمان بود.